# Elecciones legislativas de la República de China de 1986
Las elecciones legislativas suplementarias de la República de China de 1986 tuvieron lugar el 6 de diciembre del mencionado año con el objetivo de renovar 100 escaños del Yuan Legislativo y 84 de la Asamblea Nacional. Debido a la Ley Marcial instaurada tras la derrota del gobierno nacionalista en la guerra civil y el traslado del régimen a Taiwán, el país era un estado de partido único de facto con el Kuomintang como partido gobernante, y las elecciones se utilizaban para renovar escaños de la Asamblea electa en 1948, hasta que se reconquistara el continente.
En el marco del proceso de liberalización política impulsado por el presidente Chiang Ching-kuo, se permitió la participación del Partido Progresista Democrático (DPP), que existía como una fuerza política informal compuesta por independientes favorables a que la isla cortara sus últimos lazos con la República Popular China e instaurara una "República de Taiwán". A pesar de que Chiang había declarado en una entrevista que no solicitaría la extensión de la Ley Marcial a su término en 1987 y que recién a partir de entonces los partidos de la oposición podrían registrarse libremente, los líderes del DPP anunciaron la existencia de la nueva formación antes de las elecciones y el gobierno los dejó participar bajo su propia boleta electoral y hacer campaña sin problemas.
Con una participación del 65.38%, algo más alta que la de los anteriores comicios, el Kuomintang ganó las elecciones con el 69.06% de los votos y 79 de los 100 escaños en disputa, perdiendo 4. El DPP obtuvo un histórico resultado al lograr el 22.22% de los sufragios y 12 escaños, marcando la primera vez que resultaban electos diputados favorables a la taiwanización. Los candidatos independientes y los partidos satélites del régimen, el Partido de la Juventud China y el Partido de la Sociedad Civil obtuvieron el 8.72% restante y 9 escaños. En la Asamblea Nacional, el resultado fue similar, con 68 de 84 escaños para el Kuomintang, 11 para el Partido Progresista Democrático, 1 para el Partido de la Sociedad Civil y los otros 4 eran independientes. A pesar de que el panorama político de Taiwán no pareció modificarse demasiado después de las elecciones, lo cierto es que marcaron la irrupción del Partido Progresista Democrático en la vida política taiwanesa, perdurando como uno de los principales partidos políticos hasta la actualidad, y básicamente dieron inicio a la verdadera transición democrática, que culminaría con las elección directa del presidente de la república en 1996.

## Organización y campaña
En comparación con la última elección suplementaria (1980 para la Asamblea Nacional y 1983 para el Yuan Legislativo) el número de escaños elegibles para la Asamblea Nacional se ha aumentado de 76 a 84 y para el Yuan Legislativo de 98 a 100 debido a un aumento en población. De estos, 73 representaban a la Provincia de Taiwán y los municipios especiales de Taipéi y Kaohsiung y debían ser elegidos directamente. Los 27 escaños restantes representarían a los chinos continentales que viven en Taiwán. Estos delegados eran designados por el presidente después de ser asesorado por organizaciones que representan a la población de la China continental en Taiwán.
El 14 de octubre de 1986, el presidente Chiang Ching-kuo hizo un histórico anuncio al declarar que a partir de 1987 no solicitaría la extensión de las Disposiciones Temporales Efectivas durante el período de Rebelión Comunista (vigentes desde 1948) y que el gobierno redactaría una nueva ley electoral, permitiendo la organización de nuevos partidos opositores a partir de entonces. Sin embargo, varios políticos independentistas considerados legalmente como independientes establecieron el Partido Progresista Democrático y presentaron 19 candidaturas para el Yuan Legislativo, pudiendo registrarlas sin problemas y compitiendo bajo una boleta electoral única por primera vez.
Durante la campaña se produjeron numerosas divisiones internas dentro del gobierno entre las facciones que rechazaban la más mínima apertura política, tanto por el peligro de perder el gobierno ante un grupo independentista como por considerar que el llamado a elecciones nacionales en la isla eran una aceptación del statu quo y una "capitulación" ante el régimen continental; y las facciones favorables a compartir el poder con la oposición, siendo estas últimas lideradas por Chiang. Aunque varios funcionarios intentaron ilegalizar o proscribir a los candidatos del DPP en el período previo a los comicios, Chiang intervino varias veces para impedir que esto ocurriera.

## Resultados
El Kuomintang volvió a obtener una aplastante victoria con 79 de los 100 escaños. Sin embargo, el DPP obtuvo el 22.22% del voto a nivel nacional y ganó 12 de los 19 escaños que disputó, una tasa de victorias del 63% con respecto a escaños disputados. Los partidos satélites del régimen se vieron muy deslegitimados por la irrupción de una auténtica fuerza opositora y comenzaron el declive que los llevaría a su casi extinción en la década de 1990.
|  | 69.06 % |

|  | 22.22 % |

|  | 8.72 % |

|  | 97.38 % |

|  | 96.21 % |

|  | 2.62 % |

|  | 3.79 % |

|  | 100.00 % |

|  | 100.00 % |

|  | 65.38 % |

|  | 65.12 % |

## Consecuencias
El periódico estadounidense The New York Times publicó el 27 de diciembre un artículo sobre las elecciones afirmando que con el resultado electoral, Taiwán avanzaba en la transición de un estado autoritario de partido único a un gobierno más representativo y una democracia bipartidista entre el KMT y el DPP. Las conquistas logradas por el Partido Progresista Democrático también constituyeronn una victoria para la facción del Kuomintang que estaba convencida de que el poder compartido era el camino hacia una mayor estabilidad política para Taiwán.